# Artsiom Parajouski
Artsiom Mikalaevich Parajouski (en bielorruso, Арцём Мікалаевіч Парахоўскі, transliterado al inglés como Artsiom Parakhouski, Minsk, 6 de octubre de 1987) es un baloncestista bielorruso que actualmente pertenece a la plantilla del WKS Śląsk Wrocław de la PLK polaca. Con 2,11 metros de estatura, juega en la posición de pívot.

## Trayectoria deportiva

### Universidad
Tras pasar dos años el Communnity College de Southern Idaho, fue transferido a los Highlanders de la Universidad de Radford, donde jugó dos temporadas más, en las que promedió 18,7 puntos, 12,7 rebotes y 1,8 tapones por partido. Fue elegido en ambas temporadac como el Baloncestista del Año de la Big South Conference, apareciendo en sendos mejores quintetos de la temporada. En 2010 fue además el máximo reboteador de toda la División I de la NCAA, promediando 13,4 por partido.

### Profesional
Tras no ser elegido en el Draft de la NBA de 2010, fichó por el VEF Rīga de la liga letona. donde jugó una temporada en la que promedió 10,3 puntos y 4,4 rebotes por partido.
En 2011 fichó por el BC Budivelnyk de la Superliga de Ucrania. En su única temporada en el equipo promedió 7,9 puntos y 3,9 rebotes por partido. Al año siguiente fichó por el Eskişehir Basket de la liga turca, y en 2013 por el Hapoel Jerusalem B.C. de la liga israelí, donde promedió 8,4 puntos y 3,6 rebotes por partido.
En junio de 2014 se comprometió por dos temporadas con el BC Nizhni Nóvgorod de la VTB United League, pero únicamente disputó una de las dos, en la que promedió 14,3 puntos y 7,3 rebotes por partido. Estas cifras hicieron que el UNICS Kazan se fijara en él, y le fichó en 2015. En su primera temporada en el equipo promedió 8,3 puntos y 4,7 rebotes.
En la temporada 2019-20 jugaría en las filas del KK Partizan de la ABA Liga, para terminar la temporada en el Strasbourg IG de la Pro A francesa.
El 30 de diciembre de 2020, firma por el Morabanc Andorra de la Liga Endesa, tras comenzar la temporada en las filas del BC Tsmoki-Minsk.
En la temporada 2021-22, firma por el Parma Basket de la VTB United League.
El 13 de agosto de 2022 fichó por el WKS Śląsk Wrocław de la PLK polaca.

## Selección nacional
Parajouski representó a su país en la edición 2005 y 2006 del Eurobasket Sub-20.
Con la selección absoluta jugó en el Eurobasket División B de 2011. Asimismo jugó posteriormente numerosos partidos en distintas instancias de clasificación al Eurobasket y a la Copa Mundial de Baloncesto.